# Рангпур (дерево)

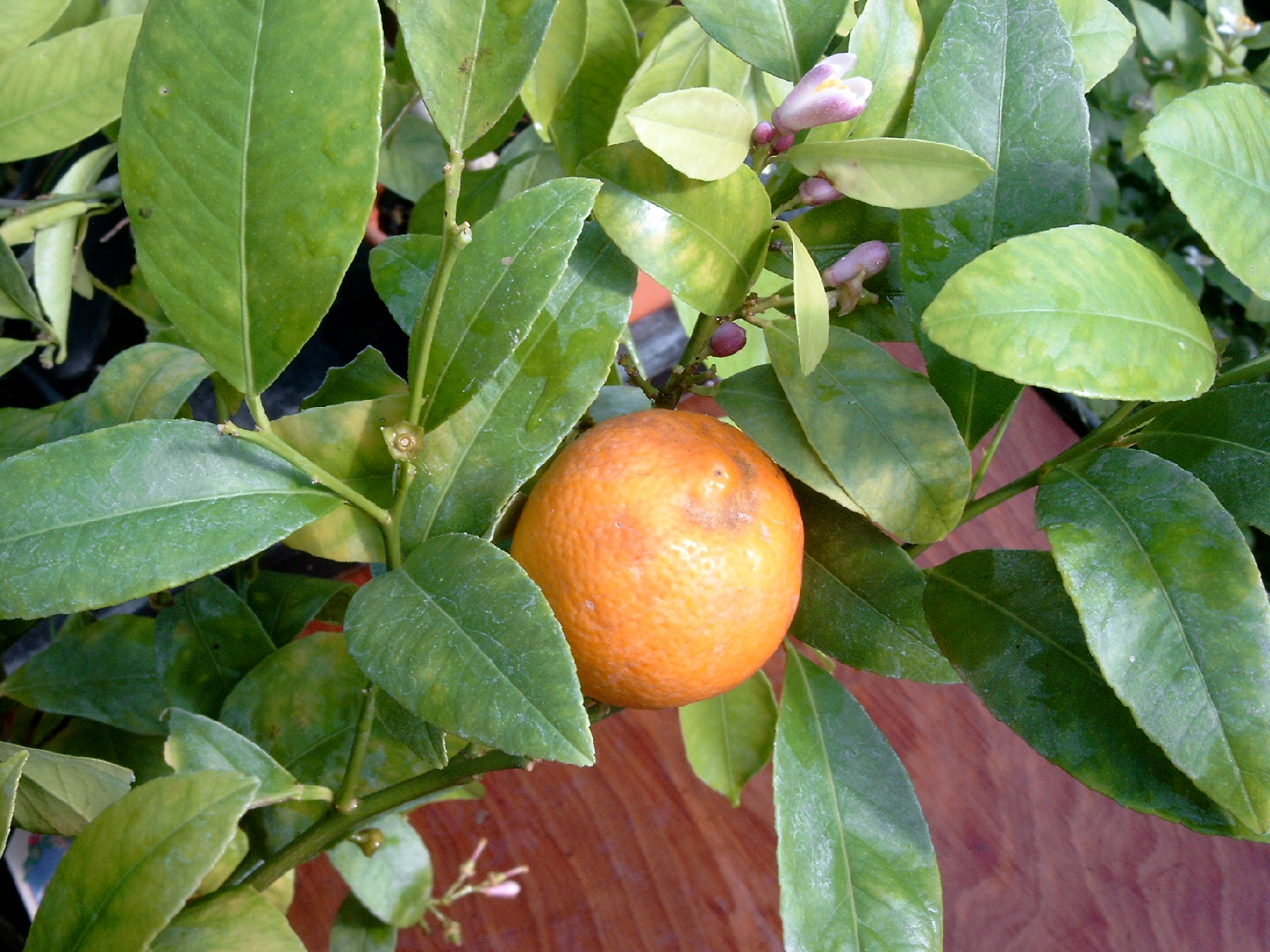

Рангпур (також відомий як «лимандарин») — цитрус, гібрид мандарина і лимона.
Плоди кислі, близько 5 см в діаметрі, шкірка тонка, легко відділяється. Шкірка і м'якоть темно-помаранчеві. Середній діаметр плодів 5 см. Висота дерев від 2 до 5 метрів. Ймовірна батьківщина — Індія. В Японії відомий під назвою «Хайм», в Бразилії під назвою «Краво».
Посухостійкий, має високу врожайність.
Застосовується як підщепа цитрусових культур. У ряді країн є промисловою культурою.